# Mistrzostwa Polski Seniorów w Lekkoatletyce 1962
38. Mistrzostwa Polski Seniorów w Lekkoatletyce – zawody sportowe, które rozgrywane były w Warszawie na Stadionie Wojska Polskiego w dniach 20–22 lipca 1962 roku.
Podczas mistrzostw Teresa Ciepły ustanowiła rekord Polski w biegu na 100 metrów rezultatem 11,5, a także kobieca sztafeta 4 × 100 metrów Baildonu Katowice poprawiła klubowy rekord kraju czasem 47,8 s.

## Rezultaty
| NR – rekord Polski \| SB – najlepszy wynik w sezonie \| PB – rekord życiowy |

### Mężczyźni
| Konkurencja                   | 1. miejsce                                                                            | Rezultat  | 2. miejsce                                                                          | Rezultat  | 3. miejsce                                                                               | Rezultat  |
| Bieg na 100 m                 | Andrzej Zieliński Gwardia Warszawa                                                    | 10,5      | Marian Foik Legia Warszawa                                                          | 10,6      | Jerzy Juskowiak Zawisza Bydgoszcz                                                        | 10,7      |
| Bieg na 200 m                 | Andrzej Zieliński Gwardia Warszawa                                                    | 20,7      | Marian Foik Legia Warszawa                                                          | 21,1      | Andrzej Karcz Gwardia Warszawa                                                           | 21,4      |
| Bieg na 400 m                 | Andrzej Badeński Legia Warszawa                                                       | 46,8      | Ireneusz Kluczek Gwardia Olsztyn                                                    | 46,9      | Stanisław Swatowski Legia Warszawa                                                       | 47,8      |
| Bieg na 800 m                 | Jerzy Bruszkowski Zawisza Bydgoszcz                                                   | 1:50,5    | Zbigniew Orywał Olimpia Poznań                                                      | 1:50,7    | Zdzisław Lipkowski Baildon Katowice                                                      | 1:50,8    |
| Bieg na 1500 m                | Witold Baran Legia Warszawa                                                           | 3:41,4    | Bolesław Kowalczyk AZS Poznań                                                       | 3:45,6    | Lech Boguszewicz Spójnia Gdańsk                                                          | 3:45,7    |
| Bieg na 5000 m                | Jerzy Mathias Zawisza Bydgoszcz                                                       | 14:12,0   | Edward Szklarczyk Legia Warszawa                                                    | 14:12,2   | Kazimierz Podolak Doker Gdynia                                                           | 14:28,6   |
| Bieg na 10 000 m              | Stanisław Ożóg Wawel Kraków                                                           | 30:14,2   | Mieczysław Kierlewicz Legia Warszawa                                                | 30:25,8   | Marian Jurczyński Wawel Kraków                                                           | 31:00,2   |
| Bieg maratoński               | Jan Morawiec ŁKS Łódź                                                                 | 2:50:37,8 | Euzebiusz Fert Pionier Strzelce Opolski                                             | 2:55:44,0 | Julian Witkowski Start Katowice                                                          | 2:57:09,0 |
| Bieg na 110 m przez płotki    | Edward Bugała Start Katowice                                                          | 14,5      | Roman Muzyk Wisła Kraków                                                            | 14,6      | Adam Kołodziejczyk Cracovia                                                              | 14,8      |
| Bieg na 200 m przez płotki    | Edward Bugała Start Katowice                                                          | 23,6      | Zdzisław Kumiszcze Zawisza Bydgoszcz                                                | 23,9      | Andrzej Makowski Gwardia Warszawa                                                        | 24,0      |
| Bieg na 400 m przez płotki    | Andrzej Makowski Gwardia Warszawa                                                     | 52,4      | Zdzisław Kumiszcze Zawisza Bydgoszcz                                                | 53,1      | Wiesław Król AZS Kraków                                                                  | 53,6      |
| Bieg na 3000 m z przeszkodami | Jerzy Chromik Górnik Zabrze                                                           | 8:43,8    | Bogdan Załuska AZS Olsztyn                                                          | 8:53,8    | Edward Motyl Olimpia Poznań                                                              | 8:54,6    |
| Sztafeta 4 × 100 m            | Zawisza Bydgoszcz Jerzy Kowalski Jerzy Juskowiak Zbigniew Syka Tadeusz Niemczyk       | 41,8      | Gwardia Warszawa Andrzej Zieliński Bogdan Zieliński Jan Zwoliński Andrzej Karcz     | 41,9      | Legia Warszawa Andrzej Figurski Krzysztof Machaj Jerzy Topolewski Edward Romanowski      | 42,7      |
| Sztafeta 4 × 400 m            | Legia Warszawa Andrzej Haberling Henryk Maciąg Tadeusz Kulikowski Stanisław Swatowski | 3:14,8    | Polonia Warszawa Andrzej Jesień Andrzej Ryszkowski Wojciech Kleber Janusz Szewiński | 3:16,7    | AZS Warszawa Józef Jastrzębski Sławomir Majewski Jerzy Maciukiewicz Bogusław Gierajewski | 3:17,0    |
| Chód na 20 km                 | Franciszek Szyszka Lechia Gdańsk                                                      | 1:47:02,0 | Wiesław Sarnecki Konradia Gdańsk                                                    | 1:49:14,0 | Eugeniusz Ornoch Flota Gdynia                                                            | 1:49:18,2 |
| Skok wzwyż                    | Piotr Sobotta AZS Ktaków                                                              | 2,00      | Jerzy Wierciński Legia Warszawa                                                     | 1,95      | Edward Czernik Lechia Zielona Góra                                                       | 1,95      |
| Skok o tyczce                 | Janusz Gronowski Gwardia Warszawa                                                     | 4,50      | Andrzej Krzesiński Spójnia Gdańsk                                                   | 4,30      | Bogdan Byner Zawisza Bydgoszcz                                                           | 4,30      |
| Skok w dal                    | Waldemar Gawron Śląsk Wrocław                                                         | 7,62      | Jan Jaskólski Zawisza Bydgoszcz                                                     | 7,44      | Zenon Frańczak Baildon Katowice                                                          | 7,26      |
| Trójskok                      | Józef Szmidt Górnik Zabrze                                                            | 16,49     | Ryszard Malcherczyk Legia Warszawa                                                  | 16,01     | Jan Jaskólski Zawisza Bydgoszcz                                                          | 15,87     |
| Pchnięcie kulą                | Alfred Sosgórnik Górnik Zabrze                                                        | 18,31     | Władysław Komar Lechia Gdańsk                                                       | 17,89     | Eugeniusz Kwiatkowski Zawisza Bydgoszcz                                                  | 17,69     |
| Rzut dyskiem                  | Edmund Piątkowski Legia Warszawa                                                      | 56,74     | Zenon Begier Zawisza Bydgoszcz                                                      | 53,11     | Maciej Obuchowicz AZS Kraków                                                             | 48,24     |
| Rzut młotem                   | Olgierd Ciepły Zawisza Bydgoszcz                                                      | 64,46     | Tadeusz Rut Legia Warszawa                                                          | 62,72     | Bohdan Towpik Społem Łódź                                                                | 60,68     |
| Rzut oszczepem                | Władysław Nikiciuk AZS Warszawa                                                       | 78,36     | Janusz Sidło Sparta Warszawa                                                        | 77,55     | Marian Machowina Zawisza Bydgoszcz                                                       | 76,07     |
| Dziesięciobój                 | Andrzej Mankiewicz Sparta Warszawa                                                    | 5915 pkt. | Ryszard Mirkiewicz Polonia Warszawa                                                 | 5734 pkt. | Ryszard Ksieniewicz Iskra Białogard                                                      | 5698 pkt. |

### Kobiety
| Konkurencja               | 1. miejsce                                                                      | Rezultat  | 2. miejsce                                                                    | Rezultat  | 3. miejsce                                                                                   | Rezultat  |
| Bieg na 100 m             | Teresa Ciepły Zawisza Bydgoszcz                                                 | 11,6      | Halina Górecka Górnik Zabrze                                                  | 11,7      | Elżbieta Szyroka Baildon Katowice                                                            | 11,8      |
| Bieg na 200 m             | Barbara Sobotta AZS Kraków                                                      | 24,0      | Elżbieta Szyroka Baildon Katowice                                             | 24,3      | Celina Gerwin Legia Warszawa                                                                 | 24,8      |
| Bieg na 400 m             | Janina Hase Lechia Gdańsk                                                       | 56,2      | Stefania Cybulko Baildon Katowice                                             | 56,8      | Karolina Łukaszczyk Zawisza Bydgoszcz                                                        | 57,2      |
| Bieg na 800 m             | Krystyna Nowakowska Legia Warszawa                                              | 2:08,3    | Beata Żbikowska Budowlani Bydgoszcz                                           | 2:11,0    | Pelagia Truchan AZS Olsztyn                                                                  | 2:13,0    |
| Bieg na 80 m przez płotki | Teresa Ciepły Zawisza Bydgoszcz                                                 | 10,7      | Maria Piątkowska Legia Warszawa                                               | 10,8      | Halina Krzyżańska LZS Mazowsze                                                               | 11,1      |
| Sztafeta 4 × 100 m        | Baildon Katowice Elżbieta Szyroka Stefania Cybulko Renata Hein Władysława Kukwa | 47,8 NR   | AZS Kraków Barbara Owczarek Irena Szczupak Danuta Straszyńska Barbara Sobotta | 48,3      | Sparta Warszawa Elżbieta Twardowska Danuta Romankiewicz Halina Mankiewicz Krystyna Kostrzewa | 48,6      |
| Skok wzwyż                | Jarosława Bieda AZS Kraków                                                      | 1,64      | Łucja Noworyta Olsza Kraków                                                   | 1,61      | Barbara Owczarek AZS Kraków                                                                  | 1,61      |
| Skok w dal                | Elżbieta Krzesińska Spójnia Gdańsk                                              | 6,13      | Maria Bibro Cracovia                                                          | 5,87      | Halina Krzyżańska LZS Mazowsze                                                               | 5,85      |
| Pchnięcie kulą            | Stefania Kiewłen Spójnia Gdańsk                                                 | 14,55     | Jadwiga Kowalczuk Gwardia Warszawa                                            | 14,44     | Teresa Niemiec Start Lublin                                                                  | 12,34     |
| Rzut dyskiem              | Kazimiera Rykowska Gwardia Warszawa                                             | 48,25     | Zyta Mojek Stal Mielec                                                        | 47,10     | Jadwiga Kowalczuk Gwardia Warszawa                                                           | 44,27     |
| Rzut oszczepem            | Ksawera Grochal Gwardia Wrocław                                                 | 49,13     | Teresa Trukawińska Spójnia Gdańsk                                             | 47,46     | Jadwiga Bochucińska Zawisza Bydgoszcz                                                        | 46,83     |
| Pięciobój                 | Elżbieta Krzesińska Spójnia Gdańsk                                              | 4412 pkt. | Irena Szczupak AZS Ktraków                                                    | 3940 pkt. | Maria Sawicka Społem Łódź                                                                    | 3529 pkt. |

## Biegi przełajowe
35. mistrzostwa Polski w biegach przełajowych rozegrano 15 kwietnia w Żyrardowie. Seniorki rywalizowały na dystansie 1,2 kilometra, a seniorzy na 3,5 km i 6 km.

### Mężczyźni
| Konkurencja              | 1. miejsce                              | Rezultat | 2. miejsce                  | Rezultat | 3. miejsce                      | Rezultat |
| Bieg przełajowy (3,5 km) | Jerzy Mathias Zawisza Bydgoszcz         | 9:37,8   | Edward Motyl Olimpia Poznań | 8:44,0   | Wiesław Kowalski Olimpia Poznań | 9:44,0   |
| Bieg przełajowy (6 km)   | Zdzisław Krzyszkowiak Zawisza Bydgoszcz | 19:02,8  | Stanisław Ożóg Wawel Kraków | 19:08,8  | Edward Owczarek Śląsk Wrocław   | 19:23,0  |

### Kobiety
| Konkurencja              | 1. miejsce                         | Rezultat | 2. miejsce                       | Rezultat | 3. miejsce                          | Rezultat |
| Bieg przełajowy (1,2 km) | Krystyna Nowakowska Legia Warszawa | 3:33,0   | Henryka Staneta Budowlani Kielce | 3:37,5   | Krystyna Baliszewska Legia Warszawa | 3:49,8   |